# Liolaemus silvanae
Liolaemus silvanae är en ödleart som beskrevs av  Donoso-barros och CEI 1971. Liolaemus silvanae ingår i släktet Liolaemus och familjen Tropiduridae. Inga underarter finns listade i Catalogue of Life.